# Eupholidoptera palaestinensis
Eupholidoptera palaestinensis är en insektsart som först beskrevs av Willy Adolf Theodor Ramme 1939.  Eupholidoptera palaestinensis ingår i släktet Eupholidoptera och familjen vårtbitare. Inga underarter finns listade i Catalogue of Life.